# Sequence Hills
Die Sequence Hills (englisch für Sequenzhügel) sind eine Hügelkette in Form einer Geländestufe im ostantarktischen Viktorialand. Sie ragen rund 11 km nordwestlich der Caudal Hills am Westrand des Rennick-Gletschers.
Die Nordgruppe der New Zealand Geological Survey Antarctic Expedition (1962–1963) kartierte sie und benannte die Hügelkette so, weil sie weithin das einzig geeignete Objekt für eine Sequenzstratigraphie darstellt.